# Lý Viễn
Lý Viễn (chữ Hán: 李远, 507 – 557), tên tự là Vạn Tuế, sinh quán tại trấn Cao Bình, tướng lãnh nhà Bắc Ngụy, Tây Ngụy, Bắc Chu cuối thời Nam Bắc triều. Ông rất được đại thừa tướng Vũ Văn Thái nhà Tây Ngụy tin cậy.

## Thiếu thời
Viễn là em trai của Trụ quốc đại tướng quân Lý Hiền nhà Bắc Chu, anh trai của Thái sư Lý Mục nhà Tùy.
Viễn từ nhỏ đã có độ lượng, chí lớn; thường cùng bọn trẻ con chơi trò đánh trận giả, chỉ huy rất có phép tắc. Quận thú trông thấy lấy làm lạ, gọi đến để diễn lại cho ông ta xem. Bọn trẻ con tan chạy, Viễn cầm gậy quát mắng, tập hợp bọn chúng trở lại đội ngũ, khí thế hùng tráng, còn hơn khi trước. Quận thú nói: "Đứa nhỏ này ắt làm tướng soái, không phải người thường đâu!"
Đến lúc trưởng thành, Viễn đọc khắp thư truyện, nhưng chỉ ghi nhớ những điều thú vị mà thôi!

## Tham gia trấn áp khởi nghĩa
Cuối niên hiệu Chánh Quang (520 – 525), thiên hạ loạn lạc, thủ lĩnh nghĩa quân người Sắc Lặc là Hồ Sâm uy hiếp Nguyên Châu, anh em Viễn soái đồng hương chống lại, nhưng mọi người không thống nhất ý kiến. Viễn bèn vỗ kiếm khuyên dụ họ bằng tiết nghĩa, nhân đó nói: "Ai dám nói khác, hay chém đi!" Mọi người sợ, đều nghe lệnh, cùng bôi máu ăn thề, đào hào đắp lũy để giữ thành. Vì không có cứu viện, thành vỡ, lực lượng giữ thành phần nhiều bị hại, chỉ có anh em Viễn được người ta che giấu nên trốn thoát. Viễn khuyên anh trai Hiền lánh mình tránh vạ, còn ông lẻn vào triều cầu viện. Triều đình khen ngợi, thụ Viễn làm Vũ kỵ thường thị. Ít lâu sau được chuyển làm Biệt tướng, ban ngàn xúc lụa, thêm các thứ cung, đao, áo, ngựa.
Khi Nhĩ Chu Thiên Quang nhận lệnh trấn áp nghĩa quân, bèn chia tinh binh cho Viễn làm hướng đạo. Thiên Quang khâm phục tài năng và danh vọng của Viễn, đặc biệt tiến cử, trao chức Phục ba tướng quân, Trường Thành quận thú, Nguyên Châu đại trung chánh.

## Hưởng ứng Vũ Văn Thái
Sau khi Hạ Bạt Nhạc bị hại (534), anh em Viễn hưởng ứng Hầu Mạc Trần Sùng chiếm thành Nguyên Châu (Sùng đánh Nguyên Châu theo lệnh của Vũ Văn Thái), được thăng Cao Bình thái thú. Thái gặp Viễn, cùng nói chuyện, rất hài lòng, lệnh cho ông ở dưới quyền mình, đãi ngộ rất hậu. Bắc Ngụy Hiếu Vũ đế chạy vào Quan Trung, Viễn được thụ Giả tiết, Ngân thanh quang lộc đại phu, Chủ y đô thống, phong An Định huyện bá, thực ấp 500 hộ.
Tây Ngụy Văn đế nối ngôi (535), được thăng Sứ trì tiết, Chinh đông đại tướng quân, tiến tước làm công, tăng ấp 1000 hộ, còn trao chức Lĩnh tả hữu.

## Tham gia chiến tranh Lưỡng Ngụy
Viễn tham gia các trận Tiểu Quan, chiếm Hoằng Nông (537), đều có huân công. Được thụ Đô đốc, Nguyên Châu thứ sử. Vũ Văn Thái nói với Viễn rằng: "Cô với khanh, như thân thể với cánh tay phải, há có thể một lúc không có nhau. Sự vẻ vang ở châu quê nhà, là việc riêng vậy. Nếu khanh ra ngoài nhận chức, cô chẳng còn ai để tin cậy." Vì vậy Thái lệnh cho anh trai của Viễn là Hiền thay làm Hành châu sự. Trong trận Sa Uyển, công của Viễn lớn nhất, được nhận chức Xa kỵ đại tướng quân, Nghi đồng tam tư, tiến tước Dương Bình quận công, thực ấp 3000 hộ.
Viễn theo Độc Cô Tín đông hạ (538), tiến vào Lạc Dương. Bọn Viễn bị tướng Đông Ngụy là Hầu Cảnh vây, Vũ Văn Thái đến giải vây. Trong trận Hà Kiều, Viễn cùng Tín nắm hữu quân, bất lợi mà lui. Sau khi trở về, Viễn được nhận chức Tư mã ở phủ Đại thừa tướng. Mọi việc cơ mật quân – chánh, Viễn đều được tham gia, nhưng ông xa lánh quyền thế, không tìm kiếm lợi ích cho bản thân.
Khi ấy Tây Ngụy mới chiếm được Hà Đông, dân tình chưa yên, Vũ Văn Thái cho rằng vùng này trọng yếu, bèn lấy Viễn làm Hà Đông quận thú. Viễn khích lệ phong tục, đốc thúc nông nghiệp, răn đe gian phi, đồng thời củng cố việc phòng bị. Mới được vài tháng, trăm họ được yên ổn. Vũ Văn Thái khen ngợi, giáng thư úy lạo. Được triệu về làm Thị trung, Phiêu kỵ đại tướng quân, Khai phủ nghi đồng tam tư. Ngụy đế lập Nguyên Khâm làm Thái tử, Viễn được thụ Thái tử thiếu phó, sau đó chuyển làm Thiếu sư.
Bắc Dự Châu thứ sử Cao Thận của Đông Ngụy xin dâng châu quy phụ. Khi ấy Đông ngụy thừa tướng Cao Hoan đóng đồn ở Hà Dương, Vũ Văn Thái cho rằng Cao Thận xa xôi, khó lòng tiếp ứng, chư tương cũng e ngại. Viễn nói: "Bắc Dự ở sâu trong đất giặc, Cao Hoan lại đồn trú ở Hà Dương, theo lý mà nói, thật khó cứu viện. Nhưng binh quý thần tốc, chỉ cần có thời cơ. Người xưa nói 'không vào hang cọp, sao bắt cọp con'. Nếu đem kỳ binh xuất kỳ bất ý, thì có thể thành công. Rời đi nhanh gọn, vốn là việc thường của binh gia. Nếu cứ nhìn ngắm không làm gì, thì chẳng mong có ngày thành công." Thái vui vẻ nói: "Lời của Lý Vạn Tuế, thật khiến cho người ta phấn chấn!" Bèn cho Viễn thụ Hành đài thượng thư, làm tiền khu đông tiến, còn Thái soái đại quân đi sau. Viễn đưa quân ngầm đón được Cao Thận đem về, rồi tham chiến ở Mang Sơn (543). Khi quân Tây Ngụy thất thế, Viễn đơn độc chỉnh đốn quân bản bộ để đoạn hậu. Sau đó được thụ Đô đốc Nghĩa Châu, Hoằng Nông đẳng 21 quận chư quân sự.
Viễn giỏi phủ dụ, có tài năng và mưu lược, cho dù là trù bị cho tấn công hay phòng ngự, quân đội của ông chẳng khi nào là không sẵn sàng. Viễn thường hậu đãi người Đông Ngụy, sai họ làm gián điệp, nên kẻ địch có động tĩnh gì, ông đều biết trước. Viễn rất được lòng người, những gián điệp này nếu bị phát giác, phải chịu tội chết mà không hề hối hận.
Tướng Đông Ngụy là Đoạn Hiếu Tiên soái 2 vạn bộ kỵ đi Nghi Dương, đánh tiếng chở lương, kỳ thực là muốn dòm ngó. Viễn dò biết, điều quân tập kích, Hiếu Tiên chạy trốn, quân Tây Ngụy giành được nhu yếu, khí giới của địch. Vũ Văn Thái bèn ban cho Viễn con ngựa của mình cùng các thứ đai vàng, giường màn, y phục, thêm 2000 xúc tạp thái, bái làm Đại tướng quân.
Ít lâu sau được trao chức Thượng thư tả bộc xạ, Viễn cố từ chối, Thái không đồng ý. Thái đối với Viễn như thân thuộc, từng cho con trai thứ 11 của mình là Vũ Văn Đạt nhận làm con của ông.

## Ủng lập Vũ Văn Giác
Khi Vũ Văn Thái chọn người kế vị, Vũ Văn Dục là con trưởng đã thành niên, Vũ Văn Giác là con đích còn nhỏ tuổi, Thái bèn triệu tập công khanh mà nói rằng: "Cô muốn lập con đích, chỉ sợ Đại tư mã không bằng lòng." Vì Dục là con rể của Đại tư mã Độc Cô Tín. Mọi người đều im lặng, Viễn nói: "Lập con kế tự thì lấy đích chứ không lấy trưởng, kinh Lễ đã nói rõ. Lược Dương công làm thế tử, còn nghi ngờ gì. Nếu Tín có gì tị hiềm, xin lập tức chém Tín." Rồi đứng dậy mà rút đao. Thái cũng đứng dậy nói: "Sao đến nỗi này!?" Tín đành nhận là mình không có ý khác, Viễn mới thôi. Sau khi rời hội nghị, Viễn vái Tín nhận lỗi: "Gặp việc lớn, không thể không làm vậy!", ông ta cũng vái lại: "Hôm nay nhờ ngài, mới quyết định được việc này!"
Vũ Văn Thái thiết lập Lục quan, Viễn được thụ chức Tiểu tư khấu.

## Chết vì quyền thần
Vũ Văn Giác lên ngôi, là Bắc Chu Hiếu Mẫn đế, Viễn được tiến vị Trụ quốc đại tướng quân, thực ấp 1000 hộ. Trở lại trấn thủ Hoằng Nông.
Con trưởng của Viễn là Tư lục tham quân Lý Thực tham dự âm mưu chống lại quyền thần Vũ Văn Hộ. Hộ phát giác, đẩy Thực ra làm Lương Châu thứ sử. Sau khi Hộ phế truất Hiếu Mẫn đế, gọi Viễn cùng Thực về triều. Viễn sợ nguy hiểm, nghĩ ngợi hồi lâu, nói: "Đại trượng phu thà làm trung quỷ, sao có thể làm bạn thần chứ!" rồi quay về kinh sư. Hộ cho rằng công danh của Viễn cao trọng, muốn bảo toàn cho ông, bèn mời gặp mặt, nói rằng: "Con của ngài có mưu khác, không chỉ giết hại một mình Hộ, mà còn khuynh đảo tông xã. Bạn thần tặc tử, theo lý sẽ cùng chịu tội, ngài hãy sớm lo liệu đi!" rồi giao Thực cho Viễn. Viễn rốt cục không nỡ, Thực lại biện bạch rằng mình không dự mưu từ đầu, Viễn tin là thật. Sáng sớm hôm sau, Viễn đưa Thực đến phủ đệ của Hộ, Hộ thấy Thực chưa chết, giận lắm, nói: "Dương Bình công bất tín với ta rồi!" Hộ đòi cha con ông vào gặp, cho Viễn ngồi cùng với mình, ép Thực đối chất với Hiếu Mẫn đế. Thực không thể chối cãi, đành nói: "Lý do mưu tính việc này, là muốn an định xã tắc, làm lợi cho đấng chí tôn. Hôm nay đã đến nước này, còn nói nữa làm gì!" Vì thế Hộ sát hại Thực, ép Viễn tự sát.

## Hậu sự
Viễn hưởng thọ 51 tuổi. Các em của Thực là Thúc Hài, Thúc Khiêm, Thúc Nhượng cũng bị hại. Một người em khác của Thực là Tích Châu thứ sử Lý Cơ – vốn là con kế tự của Viễn, nhờ Lý Mục nài xin mới khỏi chết.
Năm Kiến Đức đầu tiên (572), Bắc Chu Vũ đế làm tội Vũ Văn Hộ, hạ chiếu truy niệm Viễn, tặng bản quan, gia Thiểm, Hùng đẳng 15 châu chư quân sự, Thiểm Châu thứ sử, thụy là Trung. Đầu niên hiệu Khai Hoàng nhà Tùy, truy tặng Thượng trụ quốc, Lê quốc công, thực ấp 3000 hộ, đổi thụy là Hoài; anh em Thực đều được gia tặng thụy hiệu.
Cơ được tập tước Dương Bình công, vài năm sau cũng u uất mà mất. Con Cơ là Uy được kế tự.

## Dật sự
Vào lúc Tây Ngụy Văn đế nối ngôi (535), triều đình cho rằng tên tự của Viễn có ý nghĩa trường thọ, sai ông dìu đế lên điện.
Khi Viễn trấn thủ Hoằng Nông lần đầu, thường đi săn ở Toa Sách Cốc, lần nọ nhắm bắn một con thỏ trong bụi rậm, nhìn lại mới thấy là tảng đá, tên cắm vào sâu hơn tấc. Vũ Văn Thái nghe được, lấy làm lạ, gởi thư cho Viễn rằng: "Xưa Lý tướng quân Quảng gặp việc này, ngài nay cũng thế, hãy để người đời ghi lại."